# 大白沙嶼
大白沙嶼，又稱白公嶼，因島嶼南端的大沙丘而得名。為台灣澎湖縣白沙鄉的一個島嶼，面積約0.006平方公里。島嶼位置在白沙鄉後寮村西北方約2.5公里，並與位於其西方的土地公嶼（又稱黑公嶼）相鄰僅500公尺，乾潮時可步行而至。大白沙嶼最高處約高14公尺。